# Gynoplistia vilis
Gynoplistia vilis là một loài ruồi trong họ Limoniidae. Chúng phân bố ở miền Australasia.